# Übersicht der Listen der Naturdenkmale im Landkreis Kusel
Die Übersicht der Listen der Naturdenkmale im Landkreis Kusel nennt die Listen und die Anzahl der Naturdenkmale in den Städten und Gemeinden im rheinland-pfälzischen Landkreis Kusel. Die Listen enthalten 47 im Landschaftsinformationssystem der Naturschutzverwaltung Rheinland-Pfalz verzeichnete Naturdenkmale.

## Verbandsgemeinde Kusel-Altenglan
In den 34 verbandsangehörigen Gemeinden der Verbandsgemeinde Kusel-Altenglan sind insgesamt 23 Naturdenkmale verzeichnet.
| Ort                       | Naturdenkmalliste                                    | Gesamtanzahl Naturdenkmale |
| ------------------------- | ---------------------------------------------------- | -------------------------- |
| Altenglan                 | Liste der Naturdenkmale in Altenglan                 | 3                          |
| Bosenbach                 | Liste der Naturdenkmale in Bosenbach                 | 3                          |
| Haschbach am Remigiusberg | Liste der Naturdenkmale in Haschbach am Remigiusberg | 1                          |
| Horschbach                | Liste der Naturdenkmale in Horschbach                | 3                          |
| Kusel                     | Liste der Naturdenkmale in Kusel                     | 3                          |
| Neunkirchen am Potzberg   | Liste der Naturdenkmale in Neunkirchen am Potzberg   | 2                          |
| Rammelsbach               | Liste der Naturdenkmale in Rammelsbach               | 1                          |
| Reichweiler               | Liste der Naturdenkmale in Reichweiler               | 1                          |
| Rutsweiler am Glan        | Liste der Naturdenkmale in Rutsweiler am Glan        | 1                          |
| Thallichtenberg           | Liste der Naturdenkmale in Thallichtenberg           | 1                          |
| Ulmet                     | Liste der Naturdenkmale in Ulmet                     | 4                          |

In Albessen, Bedesbach, Blaubach, Dennweiler-Frohnbach, Ehweiler, Elzweiler, Erdesbach, Etschberg, Föckelberg, Herchweiler, Konken, Körborn, Niederalben, Niederstaufenbach, Oberalben, Oberstaufenbach, Pfeffelbach, Rathsweiler, Rutsweiler am Glan, Schellweiler, Selchenbach, Theisbergstegen und Welchweiler sind keine Naturdenkmale verzeichnet.

## Verbandsgemeinde Lauterecken-Wolfstein
In den 41 verbandsangehörigen Gemeinden der Verbandsgemeinde Lauterecken-Wolfstein sind insgesamt 10 Naturdenkmale verzeichnet.
| Ort                   | Naturdenkmalliste                                       | Gesamtanzahl Naturdenkmale |
| --------------------- | ------------------------------------------------------- | -------------------------- |
| Deimberg              | Liste der Naturdenkmale in Deimberg                     | 1                          |
| Homberg               | Liste der Naturdenkmale in Homberg (bei Lauterecken)    | 1                          |
| Kappeln               | Liste der Naturdenkmale in Kappeln (bei Lauterecken)    | 2                          |
| Kirrweiler            | Liste der Naturdenkmale in Kirrweiler (bei Lauterecken) | 1                          |
| Medard                | Liste der Naturdenkmale in Medard (Glan)                | 1                          |
| Merzweiler            | Liste der Naturdenkmale in Merzweiler                   | 1                          |
| Oberweiler-Tiefenbach | Liste der Naturdenkmale in Oberweiler-Tiefenbach        | 1                          |
| Sankt Julian          | Liste der Naturdenkmale in Sankt Julian                 | 2                          |

In Adenbach, Aschbach, Buborn, Cronenberg, Einöllen, Eßweiler, Ginsweiler, Glanbrücken, Grumbach (Glan), Hausweiler, Hefersweiler, Heinzenhausen, Herren-Sulzbach, Hinzweiler, Hohenöllen, Hoppstädten, Jettenbach, Kreimbach-Kaulbach, Langweiler, Lauterecken, Lohnweiler, Nerzweiler, Nußbach, Oberweiler im Tal, Odenbach, Offenbach-Hundheim, Reipoltskirchen, Relsberg, Rothselberg, Rutsweiler an der Lauter, Unterjeckenbach, Wiesweiler und Wolfstein sind keine Naturdenkmale verzeichnet.

## Verbandsgemeinde Oberes Glantal
In den 23 verbandsangehörigen Gemeinden der Verbandsgemeinde Oberes Glantal sind insgesamt 14 Naturdenkmale verzeichnet.
| Ort                      | Naturdenkmalliste                                   | Gesamtanzahl Naturdenkmale |
| ------------------------ | --------------------------------------------------- | -------------------------- |
| Altenkirchen             | Liste der Naturdenkmale in Altenkirchen (Pfalz)     | 1                          |
| Börsborn                 | Liste der Naturdenkmale in Börsborn                 | 1                          |
| Glan-Münchweiler         | Liste der Naturdenkmale in Glan-Münchweiler         | 1                          |
| Herschweiler-Pettersheim | Liste der Naturdenkmale in Herschweiler-Pettersheim | 1                          |
| Langenbach               | Liste der Naturdenkmale in Langenbach (Pfalz)       | 2                          |
| Matzenbach               | Liste der Naturdenkmale in Matzenbach               | 3                          |
| Quirnbach/Pfalz          | Liste der Naturdenkmale in Quirnbach/Pfalz          | 1                          |
| Rehweiler                | Liste der Naturdenkmale in Rehweiler                | 1                          |
| Steinbach am Glan        | Liste der Naturdenkmale in Steinbach am Glan        | 2                          |
| Waldmohr                 | Liste der Naturdenkmale in Waldmohr                 | 1                          |

In Breitenbach, Brücken (Pfalz), Dittweiler, Dunzweiler, Frohnhofen, Gries, Henschtal, Hüffler, Krottelbach, Nanzdietschweiler, Ohmbach, Schönenberg-Kübelberg und Wahnwegen sind keine Naturdenkmale verzeichnet.